# Evangelina Villegas
Evangelina Villegas Moreno (Ciudad de México, 24 de octubre de 1924-ibídem, 24 de abril de 2017) fue una bioquímica mexicana, especialista en cereales cuyos trabajos con maíz lideran el desarrollo de la proteína de maíz de alta calidad (QPM).

## Honores
- Con su colega, el Dr. Surinder K. Vasal, compartieron el Premio Mundial de Alimentación del año 2000, por ese logro.[4]

## Algunas publicaciones
- evangelina Villegas, edwin theodore Mertz. 1971. Chemical screening methods for maize protein quality at CIMMYT. Número 20 de Research bulletin - International Maize and Wheat Improvement Center. Editor	CIMMYT, 14 pp.

### Libros
- s. Twumasi-Afriyie, w. Haag, evangelina Villegas. 1999. Quality protein maize in Ghana: A partnership in research, development, and transfer of technology. En: Breth, SA (ed.)

- enrique i. Ortega M., reinald Bauer, evangelina Villegas M.. 1985. Métodos químicos usados en el CIMMYT para determinar la calidad de proteína de los cereales. 2ª edición de CIMMYT, 32 pp.

- evangelina Villegas, enrique Ortega Martínez, reinald Bauer. 1984. Chemical methods used at CIMMYT for determining protein quality in cereal grains. Editor Protein Quality Laboratory, International Maize and Wheat Improvement Center, 35 pp.

- ——. 1968. Variability in lysine content of wheat, rye and triticale proteins. Editor International Maize and Wheat Improvement Center, 32 pp.

- ——. 1967. Variability in lysine content of wheat, rye and triticale proteins. Editor Dakota State University. 158 p.

- ——. 1963. The role of sulfhydryl groups in flour. Editor Kansas State University, 124 p.